# 봉황고등학교
봉황고등학교(鳳凰高等學校)는 대한민국 전라남도 나주시 빛가람동에 있는 공립 고등학교이다.

## 학교 연혁
- 1981년 3월 1일 : 초대 류원희 교장 부임
- 1981년 3월 11일 : 봉황고등학교 개교
- 2014년 3월 1일 : 빛가람 혁신도시 이전
- 2025년 1월 3일 : 제42회 119명 졸업(총 졸업생 3,505명)
- 2025년 3월 1일 : 제19대 교장 김혜정 부임
- 2025년 3월 4일 : 신입생 164명 입학

## 참고 자료
- 봉황고등학교 - 한국교육학술정보원 학교알리미